# Haine-Saint-Pierre
Haine-Saint-Pierre is een plaats in de Belgische provincie Henegouwen, en een deelgemeente van de Waalse stad La Louvière. Tot 1 januari 1977 was het een zelfstandige gemeente.

## Bezienswaardigheden
- De Sint-Pieterskerk (Église Saint-Pierre) is een classicistisch kerkgebouw van 1775. De kerk bezit een aantal grafstenen.

## Natuur en landschap
Haine-Saint-Pierre ligt aan de hene. Het is vastgegroeid aan de bebouwing van La Louvière. De hoogte aan de kerk bedraagt 80 meter.

## Economie
Het dorp heeft een rijk industrieel verleden en groeide enorm in de 19e eeuw bij de oprichting van de Forges Usines et Fonderies Haine-Saint-Pierre, Baume & Marpent en de Compagnie Centrale de Construction, allemaal constructiebedrijven in de metaalindustrie, met een specialisatie voor spoorwegmateriaal. Daarnaast was Haine-Saint-Pierre ook het centrum van de glasindustrie in de streek. De eerste verreries openden reeds in de 18e eeuw.
Ook was er sprake van steenkoolwinning die voor het eerst in 1410 werd vermeld. In 1755 ontstond een mijnmaatschappij. In 1944 kwam aan het mijnbedrijf een einde.

## Demografische ontwikkeling
- Bronnen:NIS, Opm:1831 tot en met 1970=volkstellingen, 1976= inwoneraantal op 31 december

## Nabijgelegen kernen
Haine-Saint-Paul, La Louvière, La Hestre, Morlanwelz-Mariemont

## Externe links

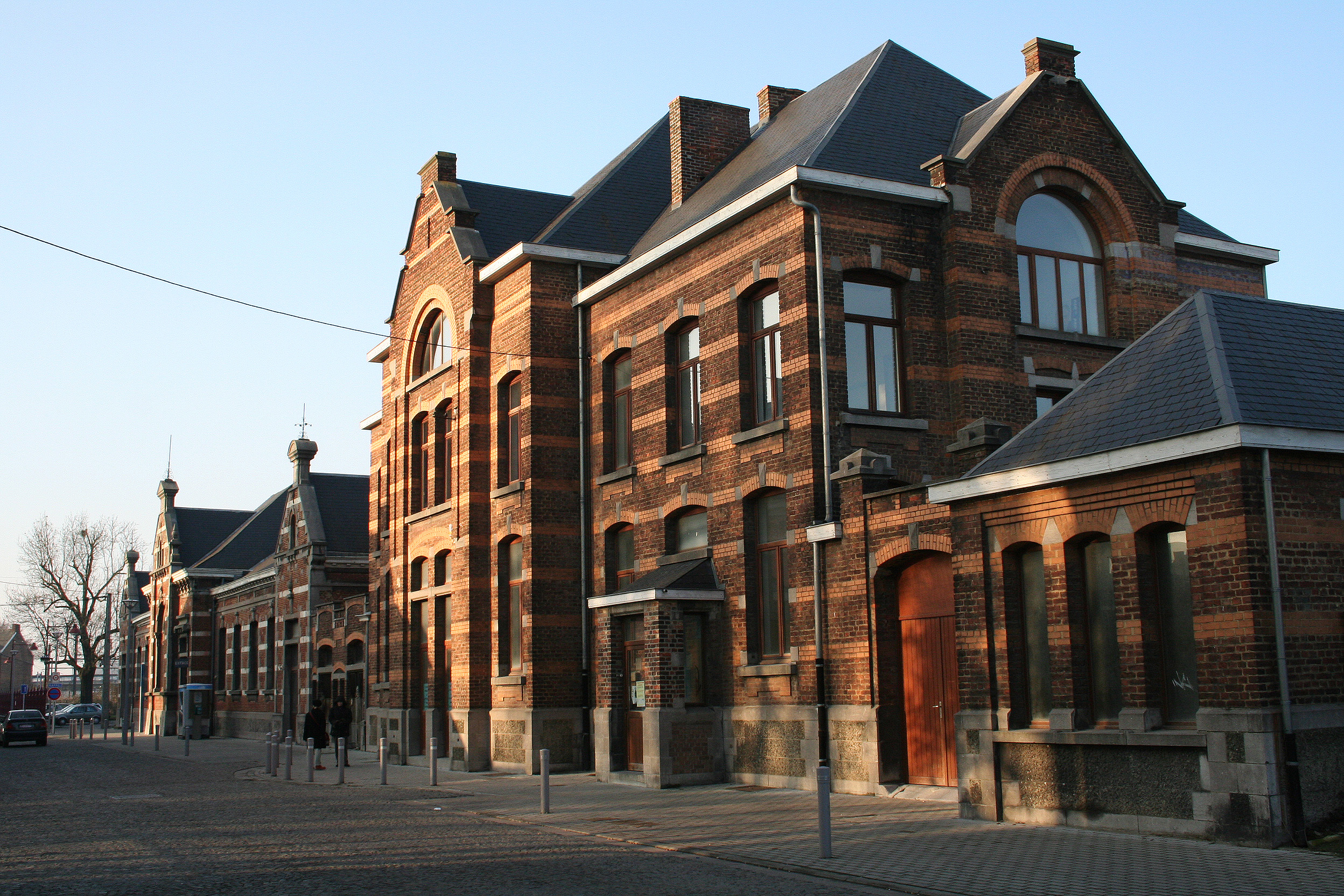
Haine-St-Pierre, Spoorwegstation (1885-1886).